# Línea 15 (Surbus)
La línea 15 de Surbus, en Almería, une el hospital de El Toyo con la Universidad. La línea fue inaugurada el 29 de octubre de 2012.

## Características
Esta línea da servicio a los habitantes desde el Hospital "El Toyo" a la Universidad, pasando por El Alquián, La Cañada de San Urbano, Universidad de Almería, Costacabana, finalizando el recorrido en La Cañada, y así da servicio a Costacabana con La Cañada, siendo esta una demanda histórica. El recorrido inverso se realiza, desde la Cañada a Costacabana, Universidad, La Cañada, El Alquián y finaliza en el Hospital "El Toyo", dando servicio desde La Cañada, hasta Costacabana. La línea da servicio de lunes a viernes, no festivos durante el curso escolar.

## Historia
Esta línea fue creada el 29 de octubre de 2012 tras una profunda reestructuración del sistema de transporte público de la ciudad de Almería para dar servicio a los alumnos de la Universidad residentes en las zonas de El Alquián, El Toyo, Retamar y, en general, en zonas situadas al este de la ciudad.
El 26 de noviembre del mismo año sufrió un rediseño debido a que no se ajustaba a las necesidades de las/os usuarias/os, cambio que entró en vigor el 10 de diciembre siguiente, en conjunto con la línea 22.
Progresivamente, los autobuses de la línea han ido cambiando de tamaño. Además, el horario ha sido editado en varias ocasiones, recibiendo varias quejas por parte de sus usuarios debido a que el servicio no se adapta a las horas de entrada y salida habituales de los alumnos de mañana y tarde.

### Frecuencias
Esta línea funciona con escasa frecuencia, y exclusivamente en días de diario no festivos tras su remodelación de finales de 2012.
| Hospital "El Toyo" a Universidad |
| 8:30 y 14:40                     |
| La Cañada a Universidad          |
| 8:50 y 15:00                     |
| Universidad a La Cañada          |
| 14:10 y 20:15                    |
| La Cañada a Costacabana          |
| 14:00 y 20:05                    |
| Universidad a Costacabana        |
| 9:00 y 15:10                     |

## Recorrido
| Código | Parada              | Común con: | Otros            |
| ------ | ------------------- | ---------- | ---------------- |
| 332    | Hospital el Toyo    | 20         | Hospital El Toyo |
| 268    | Parque Alquián      | 20         |                  |
| 195    | Alquián             | 20 22      |                  |
| 196    | Km 9                | 20         |                  |
| 197    | El Chalet           | 22         |                  |
| 198    | La Venta            | 22         |                  |
| 199    | Km 8                | 22         |                  |
| 200    | Rambla Lechuga      | 22         |                  |
| 202    | Romera              | 22         |                  |
| 204    | Los Ángeles         | 20 22      |                  |
| 206    | Km 5                | 20         |                  |
| 207    | Carretera Níjar 239 | 20 22      |                  |
| 208    | Plaza la Cañada     | 20 22      |                  |
| 210    | Las Cocheras        | 20         |                  |
| 144    | Universidad         |            |                  |
| 167    | El Charco           |            |                  |
| 206    | Km 5                | 20         |                  |
| 207    | Carretera Níjar 239 | 20 22      |                  |
| 208    | Plaza la Cañada     | 20 22      |                  |
| 210    | Las Cocheras        | 20         |                  |

| Código | Parada              | Común con: | Otros            |
| ------ | ------------------- | ---------- | ---------------- |
| 177    | Las Cocheras        | 20         |                  |
| 179    | Plaza la Cañada     | 20         |                  |
| 180    | Carretera Níjar 280 | 20 22      |                  |
| 181    | Km 5                | 20         |                  |
| 171    | Calle Rhin          |            |                  |
| 172    | Calle Volga         |            |                  |
| 173    | Rambla el Charco    |            |                  |
| 144    | Universidad         |            |                  |
| 177    | Las Cocheras        | 20         |                  |
| 179    | Plaza la Cañada     | 20         |                  |
| 180    | Carretera Níjar 280 | 20         |                  |
| 181    | Km 5                | 20         |                  |
| 183    | Los Ángeles         | 20 22      |                  |
| 184    | Venta Cabrera       | 22         |                  |
| 185    | Romera              | 22         |                  |
| 187    | Rambla Lechuga      | 22         |                  |
| 189    | Km 8                | 22         |                  |
| 190    | La Venta            | 22         |                  |
| 191    | El Chalet           |            |                  |
| 192    | Km 9                | 20         |                  |
| 193    | Alquián             | 20         |                  |
| 194    | Parque Alquián      | 20         |                  |
| 332    | Hospital el Toyo    | 20         | Hospital El Toyo |